# 黄运明
黄运明（1922年12月—2020年2月1日），男，海南琼山人。中华人民共和国政治人物。

## 生平
1919年（一说1922年12月）生于琼山县。1939年2月参加革命，同时加入中国共产党。同年8月奔赴山区，成为琼崖纵队的一员，担任摇机员和译电员，负责发报机发电和翻译电文等工作。历任琼崖纵队司令部电台、海南区党委电台、海南军区司令部电台报务员、台长、队长，海南军区司令部参谋，华南军区二十六团侦通股股长。1955年转业到地方，历任国营东山农场、三门坡农场党委书记，琼山县委副书记，海南行政区党委农场部副部长，海南行政区革命委员会水产局局长（1971年12月－1974年5月），海南行政区农林水办公室副主任，海南行政区党委农村部副部长等职务。1985年6月离休，享受副省长级医疗待遇。
离休后，积极参加各种社会活动。曾任中共海南省委老干部协会副主席，海南省老年人体育协会主席。2000年被评为第五届全国健康老人。2008年5月，任北京奥运会海口站第20棒火炬手。
2020年2月1日在海口逝世。